# 安娜莉·提普頓
安娜莉·提普頓（Analeigh Tipton，1988年11月9日—），是美國的時尚模特兒和女演員，最廣為人知是在全美超級模特兒新秀大賽第十一季。在《生活大爆炸》第二季第七集中 ，安娜莉與另一位參賽者森瑪花·波特，以及第九季第八集中，揭開謎題的女孩中客串亮相。

## 早期生涯
在她八歲時，隨著家裡搬遷到加州沙加緬度，在那裡她參加了 St. Francis High School （页面存档备份，存于） 和 New York Film Academy's Film School有關演藝的課程。
目前她正在Marymount College繼續深造戲劇和演藝。

### 花式溜冰
安娜莉從兩歲半便開始接觸花式溜冰，她大多數的童年都專精於溜冰訓練，還曾參加了U.S. Synchronized Skating Championships。之後，她和她的隊友Phillip Cooke，連霸兩屆regional champions，也二度參加U.S. Junior Figure Skating Championshipson the Juvenile level。安娜莉在十六歲的時候決定退出溜冰，在這之後，她只偶爾在慈善活動和關懷愛滋的募款上溜冰。

## 模特兒

### 全美超級模特兒新秀大賽
安娜莉在Myspace上被發掘，隨即被製作單位邀請在洛杉磯進行面試，對於入選她自己在受訪時也感到驚訝，但她表示自己會努力表現，最後她獲得了《全美超級模特兒新秀大賽》（超級名模生死鬥）第十一季的季軍。
在比賽的過程中，安娜莉在「你很美麗，現在改變」（大改造）一集中，因為沒有善用溜冰的天賦在拍照上，落入包尾。在之後，她急起直追，再接下來的七周裡皆未離開前三名的寶座。安娜麗共被選為最佳相片兩次，一次是在「現在你看見我，現在你看不見」（CoverGirl動態廣告），在這次的評選，評審認為這是第一季以來最好的廣告作品；另一次是在「美好時光與風車」（風車&前衛造型）；她同時也在「最後五強」一集的面試挑戰中脫穎而出，在她見到的三位設計師中，全部願意僱用她，她當場獲得了價值14000美元的設計師服裝。另外，在一場由另外一位參賽者伊林娜（Elina Ivanova）贏得的挑戰賽裡，伊林娜選擇將獎品分享給瑪喬麗（Marjorie Conrad）和安娜莉，他們三位得到了在知名雜誌《17》（Seventeen）2008年12月/2009年1月的佳節專欄中露臉的機會。
在最後一集決賽「全美超級模特兒新秀是…」中，她因為在CoverGirl的三十秒短廣告中，頻頻失誤，且忘詞不斷，再加上封面照的臉部表情被評為「過於商業化」，以至於她在短短的兩天就被淘汰，成為季軍，讓最後兩位參賽者森瑪花·波特和美琪·蘇莉雲走上最後的時尚伸展台。
|      | 拍攝題材               | 入圍名次 | 附註         |
| 預賽 | 超模科技研究所         | 2/14     |              |
| 1    | 政治議題性感選舉       | 9''/14   |              |
| 2    | 時尚天梯               | 11/13    |              |
| 3    | 沙灘泳衣照             | 11/12    | 進入包尾兩人 |
| 4    | 你很美麗，現在改變     | 2/10     |              |
| 5    | 水上銷魂眼             | 2/10     |              |
| 6    | 洛城的災難             | 2/9      |              |
| 7    | 頒獎禮的醜聞           | 2/8      |              |
| 8    | 封面女郎廣告           | 1/7      | 首名入圍     |
| 9    | 十七世紀造型的航海女郎 | 2/6      |              |
| 10   | 單調與魅惑             | 3/5      |              |
| 11   | 荷蘭風車女郎           | 1/4      | 首名入圍     |
| 12-1 | 封面女郎廣告及硬照     | 3/3      | 季軍         |

### 賽後發展
比賽結束後，安娜莉得到了Abrams Artists Agency的簽約，在平面廣告和動態影像。另外，在《生活大爆炸》第二季第七集「The Panty Piñata Polarization」中，安娜莉與另一位參賽者森瑪花·波特客串亮相；在《生活大爆炸》第九季第八集「The Mystery Date Observation」中再次客串亮相。她也開始了一個部落格，敘述她在洛杉磯精采有趣的生活。曾經有報導表示，CW高層有考慮請安娜莉來主演一部新的連續劇《A Beautiful Life》，但最後這個角色由另外一位女演員米莎·巴頓演出。

## 演出作品
| 年份 | 片名                                        | 角色                 | 備註       |
| ---- | ------------------------------------------- | -------------------- | ---------- |
| 2008 | 《The Dark Lord's Lament》                  | True Love            | 短片       |
| 2011 | 《青蜂俠》 （The Green Hornet）             | 安娜 Ana Lee         | 首部電影   |
| 2011 | 《熟男型不型》 （Crazy, Stupid, Love.）     | 潔西卡 Jessica Riley |            |
| 2011 | 《Damsels in Distress》                     | Lily                 | 主要角色   |
| 2012 | 《Buttwhistle》                             | Rose                 |            |
| 2013 | 《殭屍哪有這麼帥》 （Warm Bodies）          | 諾菈 Nora            |            |
| 2013 | 《One Square Mile》                         |                      |            |
| 2013 | 《Two Night Stand》                         | Megan Pagano         |            |
| 2014 | 《》 （Lucy）                               | 凱洛琳               |            |
| 2014 | 《曼哈頓愛情故事》 （Manhattan Love Story） | Dana                 | 主演女主角 |
| 2016 | 《愛慾圓舞曲》 （Compulsion）               | 薩蒂                 | 主演女主角 |

## 外部連結
- America's Next Top Model portfolio
- 安娜莉·提普頓在互联网电影资料库（IMDb）上的資料（英文）

| 前任： 費天曼·西亞德 | 全美超模新秀季軍 第十一季 | 繼任： 雅米娜·艾德 |